# ساپار
ساپار (به مجاری:  Szápár) یک شهرداری در مجارستان است که در ناحیه زیرتس واقع شده‌است. ساپار ۷٫۰۹ کیلومتر مربع مساحت و ۵۶۳ نفر جمعیت دارد.